# 秋葉公園
秋葉公園（あきはこうえん）は、新潟県新潟市秋葉区にある都市公園（総合公園）。海抜約80メートルの秋葉丘陵地に整備された公園である。

## 概要
当公園は、秋葉区中心市街地の東、JR新津駅の南に位置する。公園中央には面積約1ヘクタールの秋葉池がある。
当公園内には約1000本の桜が植えられ、毎年4月上旬から中旬（開花状況で変更有）期間の18:30から22:00まで桜のライトアップが行われる。但し、桜祭りは行われない。
秋葉公園（秋葉池）から石油の里公園までの全長8.6kmには「木もれ陽の遊歩道」が整備されている。

## 施設

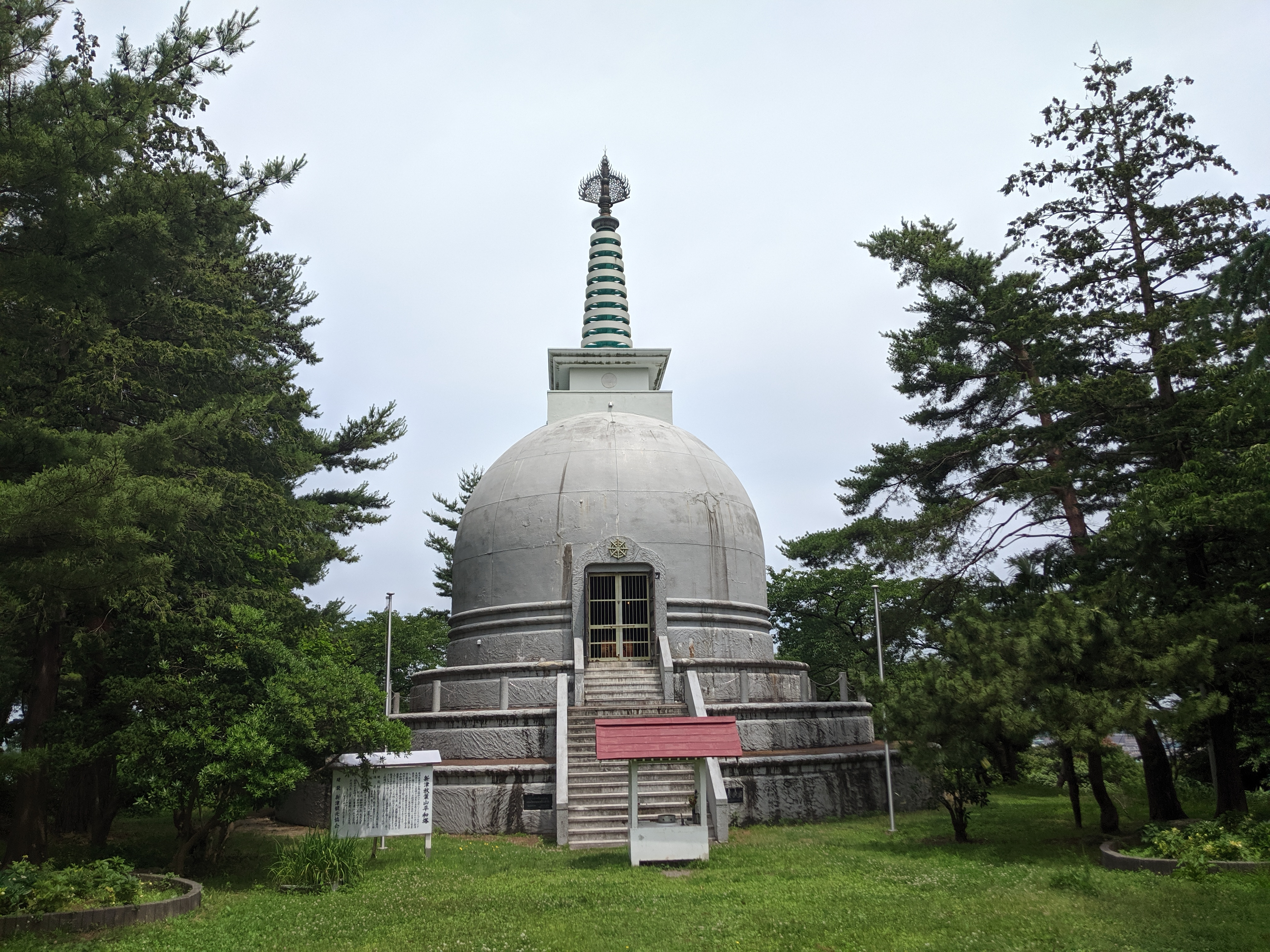
平和塔

- 少年広場（アスレチック）[3]
- 平和塔[3]
- 「四季の新津」歌碑
- 五峯閣展望台[3]
- 秋葉湖[3]
- 動物広場[3]
- キャンプ場[3]
- 休憩所・トイレ[3]

## アクセス
- 磐越自動車道新津ICから車で約10分
- 国道403号（通称:新津フラワーロード）古田交差点から車で約10分
- JR新津駅から新潟交通観光バスの五泉行きバスで「山先」バス停下車後、徒歩約10分
- JR新津駅から徒歩約30分

### 駐車場
- 229台（大型20台・小型209台）[1]、利用は無料。

## 放送送信施設
- 当公園内五峯閣展望台には、コミュニティ放送局であるエフエム新津の送信所が置かれている[4]。

| 放送局名                      | コールサイン | 周波数  | 空中線電力 | ERP | 放送対象地域           | 放送区域内世帯数 | 開局日        | 置局住所                      |
| ----------------------------- | ------------ | ------- | ---------- | --- | ---------------------- | ---------------- | ------------- | ----------------------------- |
| エフエム新津 愛称｢RADIO CHAT｣ | JOZZ4AA-FM   | 76.1MHz | 20W        | 33W | 秋葉区及び一部周辺地域 | 6万517世帯       | 1994年7月15日 | 新潟市秋葉区秋葉3丁目164番1号 |